# Johann Joseph Couven
Johann Joseph Couven (Aquisgrana, 10 novembre 1701 – Aquisgrana, 12 settembre 1763) è stato un architetto tedesco, attivo durante il periodo barocco soprattutto nella regione di Aquisgrana, nei Paesi Bassi e in Belgio. A lui si deve la ricostruzione dell'Abbazia di Burtscheid tra il 1735 ed il 1754.

## Biografia
La sua famiglia, i de Couves, era originaria della cittadina belga di Clermont-sur-Berwinne, a circa 20 kilometri da Aquisgrana. A partire dal XV secolo i de Couves si trasferirono in Germania dove nel 1575 nacque lo junker Jakob Couven. 
Proprio come suo padre, anche Johann Joseph studiò presso il collegio gesuita di Aquisgrana, e praticò il suo apprendistato di architetto presso lo studio di Laurenz Mefferdatis. La collaborazione con quest'ultimo durò per diverso tempo, circa 24 anni, nei quali Couven collaborò con la progettazione ed il disegno di interni. In anni più tardi Couven ricevette spesso l'incarico di ristrutturare gli edifici disegnati da Mefferdatis per dar loro un tocco più moderno. Un altro architetto molto influente per la sua formazione ed ispirazione fu Johann Conrad Schlaun, con il quale ebbe diverse collaborazioni; Couven fu fortemente influenzato anche dall'ingegnere e matematico francese François Blondel grazie al quale trovò finalmente il suo stile personale. A partire dalla metà del decennio 1730 Couven venne assunto ufficialmente dalla città di Aquisgrana come architetto della municipalità. Il 29 agosto 1739 divenne il primo architetto della città e nel 1742 fu promosso segretario consiliare. Tuttavia tale nomina non stava affatto a significare che egli fosse l'architetto permanente della città ma semplicemente che poteva assumere incarichi per la progettazione urbana di Aquisgrana; lo stesso dicasi del suo incarico di Segretario Consiliare, la quale indicava unicamente il fatto che poteva essere convocato per collaborare ad importanti riunioni per conto della città. Tra i compiti da assolvere in quest'ultimo incarico, era contemplato quello di fare da accompagnatore a tutti i personaggi notabili, principi re ed imperatori in visita ufficiale presso Aachen, per una guida della città, permettendogli di costruire una importante rete di contatti. In seguito venne convocato come membro del Consiglio Cittadino per organizzare le festività in onore dell'incoronazione a Sacro Romano Imperatore di Francesco I di Lorena a Francoforte sul Meno; Couven progettò per tale occasione una sfarzosa illuminazione cittadina ed un grande spettacolo pirotecnico nella piazza centrale.

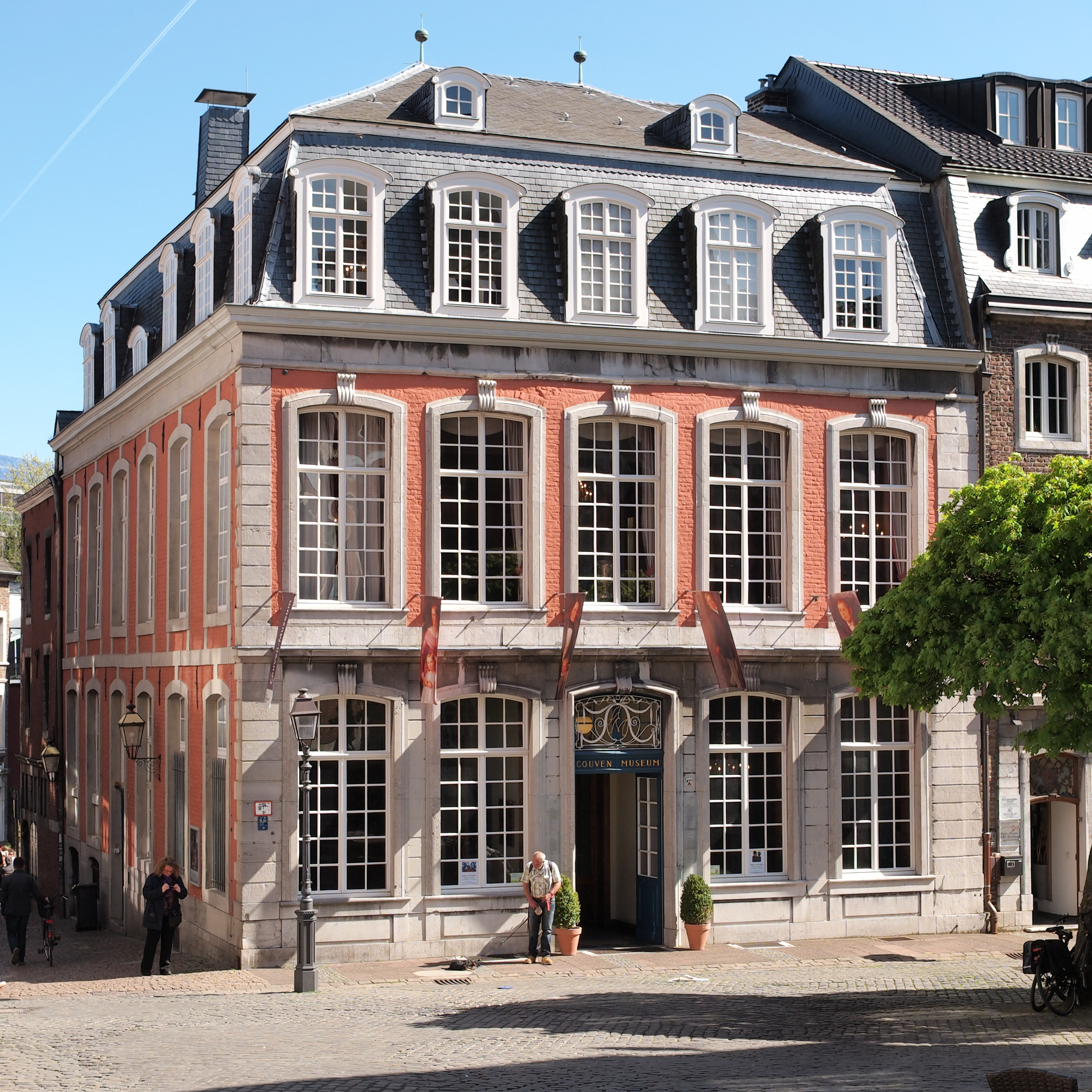
Il Coven-Museum ad Aquisgrana.

Divenne attivo come architetto svincolato da incarichi pubblici, oltre che nella stessa Aquisgrana, nelle vicine cittadine di Burtscheid, Geilenkirchen, Düsseldorf, Lüttich, Eupen ed in altre località appartenenti al vicino Ducato di Limburgo. Nel 1752, grazie ai meriti ottenuti con i suoi progetti per la locale diocesi, Couven venne nominato dal principe-vescovo reggente di Liegi, Giovanni Teodoro di Baviera, architetto ufficiale della Diocesi di Liegi.

A partire dal 1750, Couven cominciò a soffrire seri problemi di salute, che lo spinsero gradualmente a coinvolgere nei suoi progetti suo figlio, il trentenne Jacob. Morì nel 1763 dopo una lunga malattia. In suo onore sono dedicate rispettivamente una strada ad Eupen, una piazza ad Aquisgrana e Düsseldorf, mentre ad Aquisgrana è stato istituito il Museo di Stato a lui intitolato.

## Opere

### Architettura civile
Subito dopo aver ricevuto la nomina a Consigliere Cittadino, incarico che sembra essere frutto delle raccomandazioni paterne, venne incaricato dal generale polacco Georg Detlev von Flemming  di disegnare nel 1724 una mappa dettagliata della città di Aquisgrana. La sua prima attività ufficiale di architetto si svolse tra il 1728 ed il 1732, quando venne chiamato a collaborare con l'architetto di Maastricht Gilles Doyen per la riconversione in stile barocco del Municipio di Aquisgrana; per questo progetto Couven disegnò la scalinata d'ingresso e la facciata, mentre Doyen si occupò della progettazione interna. 

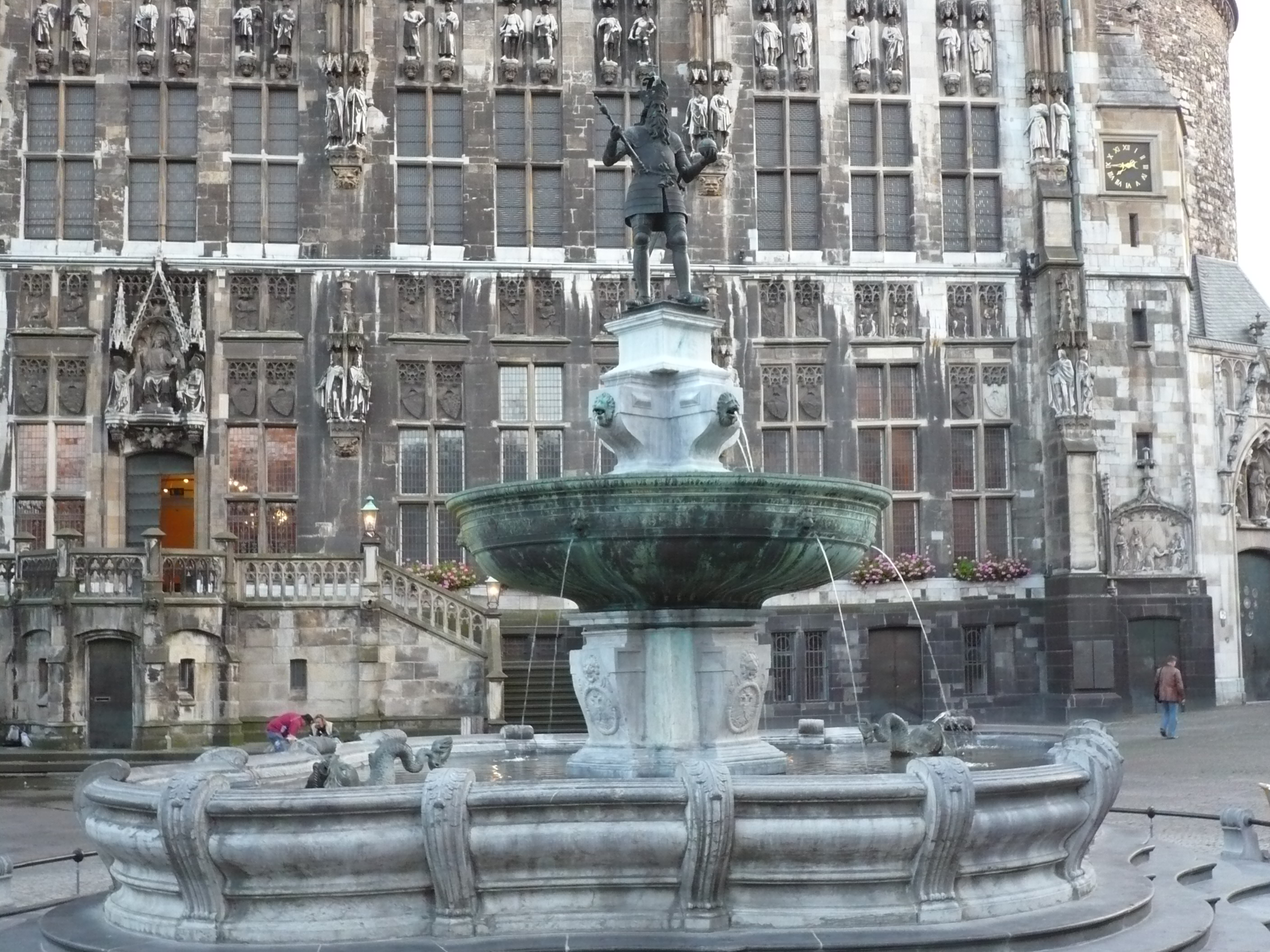
La fontana Karlsbrunner ridisegnata parzialmente da Couven nel 1735. Le due fontanelle vennero aggiunte nel 1736 sempre su disegno di Couven come fontane pubbliche di acqua potabile.

Soltanto a partire dal 1731/32 Couven venne finalmente incaricato del disegno e della ristrutturazione interna di altri edifici pubblici. Due anni dopo Couven progettò la costruzione di un riformatorio ed un refettorio per i più poveri e per i disoccupati della città. Nel 1735 disegnò la piscina in basalto per la ricostruzione della fontana monumentale Karlsbrunnen proprio di fronte al Municipio di Aquisgrana.
Tra il 1748 ed il 1750 Couven fu incaricato di occuparsi dello sviluppo e della progettazione infrastrutturale della città, conseguente alla scelta di eleggere la città come sede per la Pace di Aquisgrana che avrebbe posto fine alla Guerra di successione austriaca. I lavori continuarono fino al 1750, quindi successivamente alla firma della Pace, stavolta con la collaborazione di suo figlio Jacob.

### Architettura religiosa

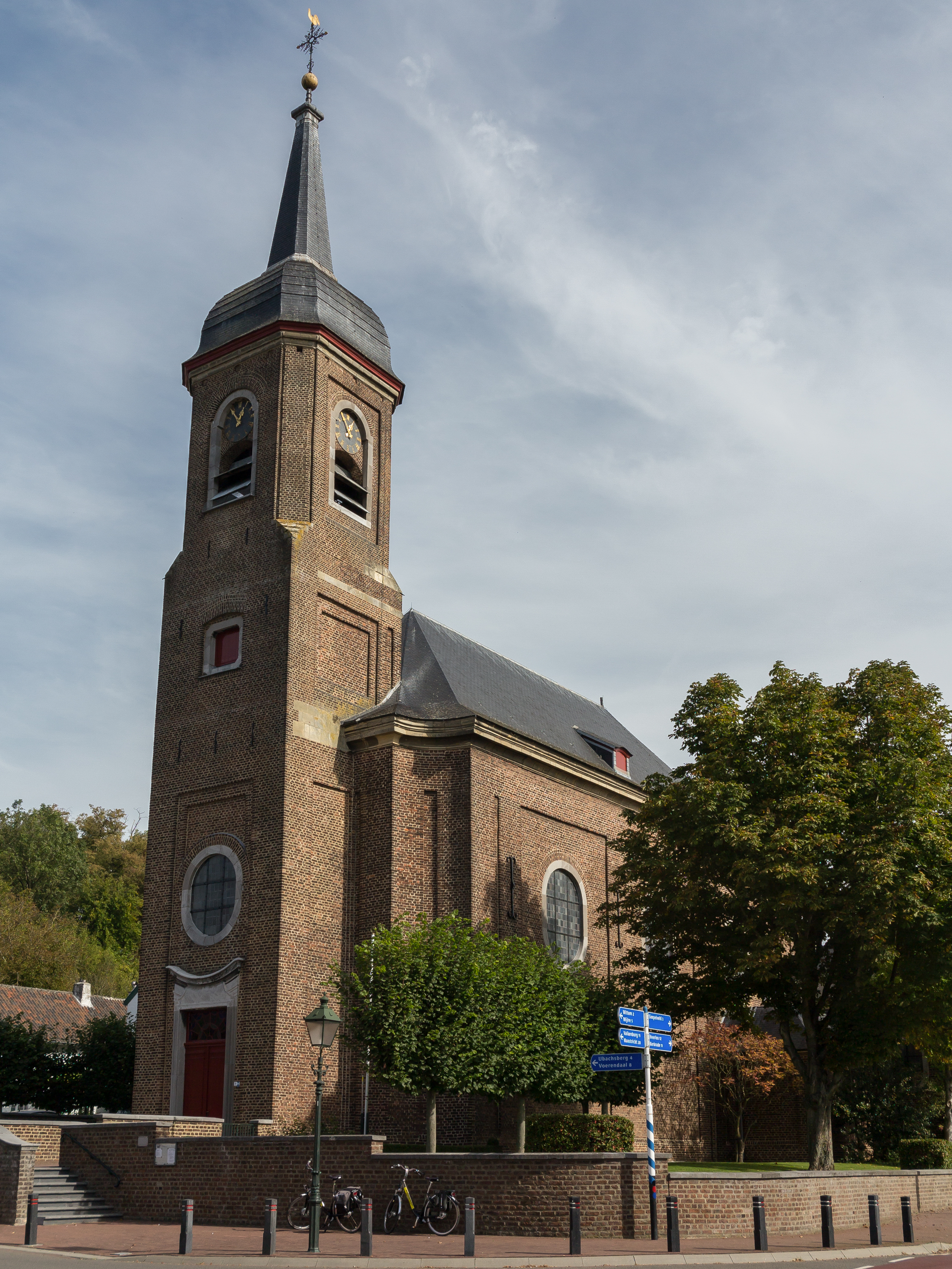
La chiesa di Sant'Agata in Eys, il primo progetto di architettura sacra di Couven

Particolare enfasi va posta sull'attività di progettazione ex-novo o di ristrutturazione di edifici religiosi. La sua prima progettazione in ambito sacro fu la Chiesa di Sant'Agata ad Eys e la chiesa-monastero del Redentore a Gulpen-Wittem, entrambe del 1732. All'epoca Couven era ancora un collaboratore di Johann Conrad Schlaun al quale il Conte Ferdinand von Plettenberg (Primo Ministro di Clemente Augusto di Baviera) aveva commissionato le due opere. Per la costruzione di questi due edifici, Couven fece chiamare appositamente dal Tirolo i due fratelli Franz e Paul Klausener, rinomati mastri muratori e carpentieri; ai quali affidò la messa in posa di gran parte dei suoi progetti. Successivamente Couven partecipò con i suoi disegni al concorso per la ricostruzione in stile barocco del monastero femminile dell'Abbazia di Burtscheid, allora in stile gotico; i progetti vennero accettati e commissionati dalla badessa allora in carica. A causa delle difficoltà finanziarie dell'ordine cistercense, fu possibile solo la costruzione della torre orientale tra il 1736 ed il 1741, mentre la costruzione della torre occidentale seguì solo sei anni dopo.

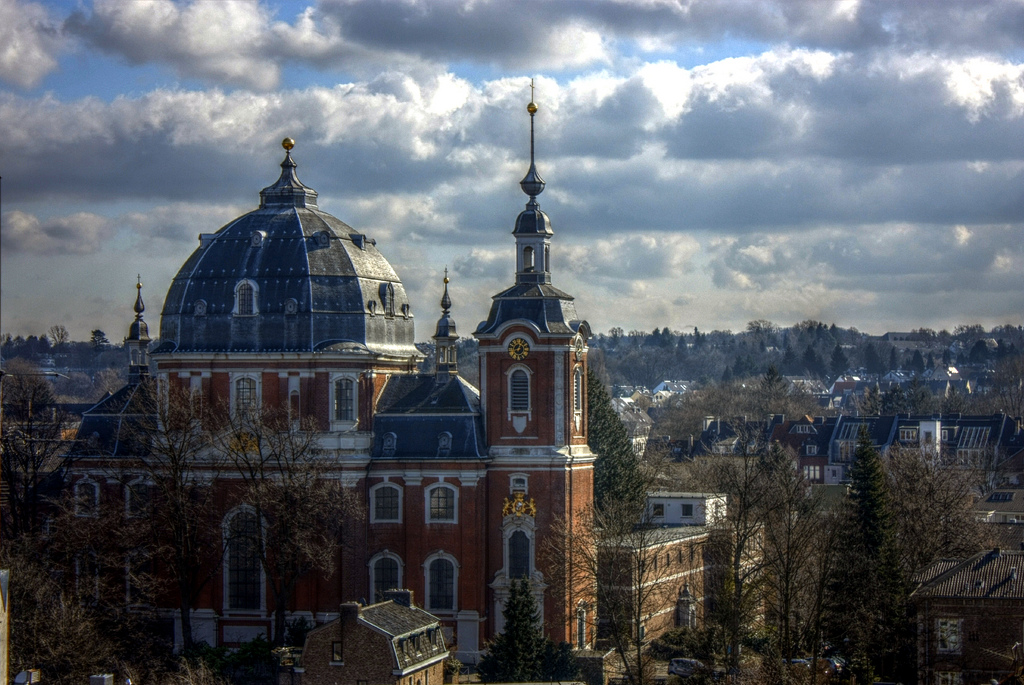
La chiesa abbaziale di Butscheid, realizzata su disegno di Couven tra il 1736 ed il 1754.